# بانک ملی اوکراین
بانک ملی اوکراین (اوکراینی: Національний банк України) بانک مرکزی اوکراین است، که در سال ۱۹۹۱ تأسیس شد.